# Минорвиль
Минорви́ль (фр. Minorville) — коммуна во французском департаменте Мёрт и Мозель региона Лотарингия. Относится к  кантону Домевр-ан-Э.	

## География
Минорвиль расположен в 26 км к северо-западу от Нанси. Соседние коммуны: Новьянт-о-Пре на севере, Манонвиль на северо-востоке, Домевр-ан-Э на востоке, Трамблекур на юго-востоке, Ансовиль на западе, Грорувр и Бернекур на северо-западе,

## Демография
Население коммуны на 2010 год составляло 228 человек.
| 1962 | 1968 | 1975 | 1982 | 1990 | 1999 | 2010 |
| ---- | ---- | ---- | ---- | ---- | ---- | ---- |
| 210  | 181  | 174  | 173  | 183  | 174  | 228  |

## Достопримечательности
- Церковь XIX века
- Часовня Сент-Барб.